# 丘珠神社
丘珠神社（おかだまじんじゃ）は、北海道札幌市東区丘珠町183番地4にある神社である。旧社格は村社。
祭神は天照大神（あまてらすおおかみ）。

## 歴史
- 1870年（明治3年） – このころ、入植者たちによって敬神講や伊勢講が行われていた[1]。
- 1882年（明治15年）9月16日 – 祠が建立される[2]。
- 1892年（明治25年）10月28日 – 公認される[1]。
- 1911年（明治44年）7月22日 – 丘珠村14番地から現在地に移転[1]。
- 1912年（明治45年） – 社殿を改築[1]。
- 1928年（昭和3年）1月 – 村社となる[2]。
- 1945年（昭和20年） – 当時、札幌飛行場関連の兵士の一部は空襲を避けるため分宿しており、当社の社務所は通信隊員の宿舎となっていた。7月15日のアメリカ軍機による空爆の際は、神社そばの民家が流れ弾を受け死傷者を出している[3]。
- 1953年（昭和28年）3月 – 宗教法人となる[2]。
- 1968年（昭和43年） – 社殿を改築[2]。

## 碑
征露凱旋記念碑
1906年（明治39年）建立。
いつしか「征」の字が消されている。
丘珠開基百二十年記念之碑
1990年（平成2年）建立。

## 丘珠獅子舞
富山県東礪波郡福野町安居（やつすい）に由来するといわれる獅子舞。当地で初めて行われたのは、丘珠神社が公認された1892年（明治25年）ころとされる。
ムカデ獅子舞の一種で、獅子を8人がかりで操る。そのほかに先ぶれが3人、踊り手が3人、笛や太鼓が7人おり、総勢では20名を越える。舞は全部で12種類。よく似た由来の篠路神社の獅子が雌であるのに対し、丘珠の獅子は雄といわれる。
1962年（昭和37年）、後継者不足のためいったん途絶えたが、1965年（昭和40年）に「丘珠獅子舞保存会」が結成され、保存と伝承が心がけられている。
札幌市の無形文化財第1号に選定されている。

## ギャラリー

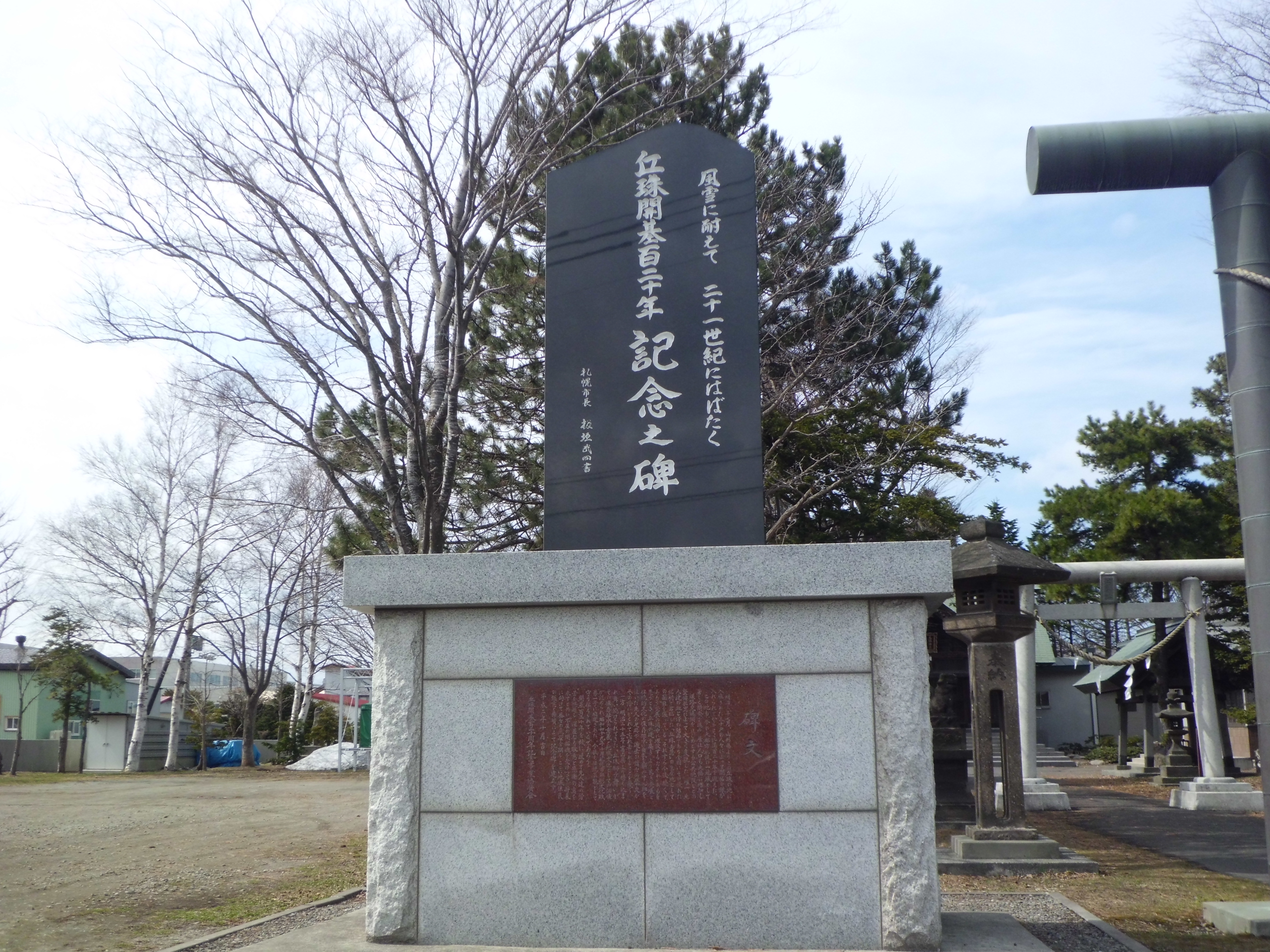
丘珠開基百二十年記念之碑
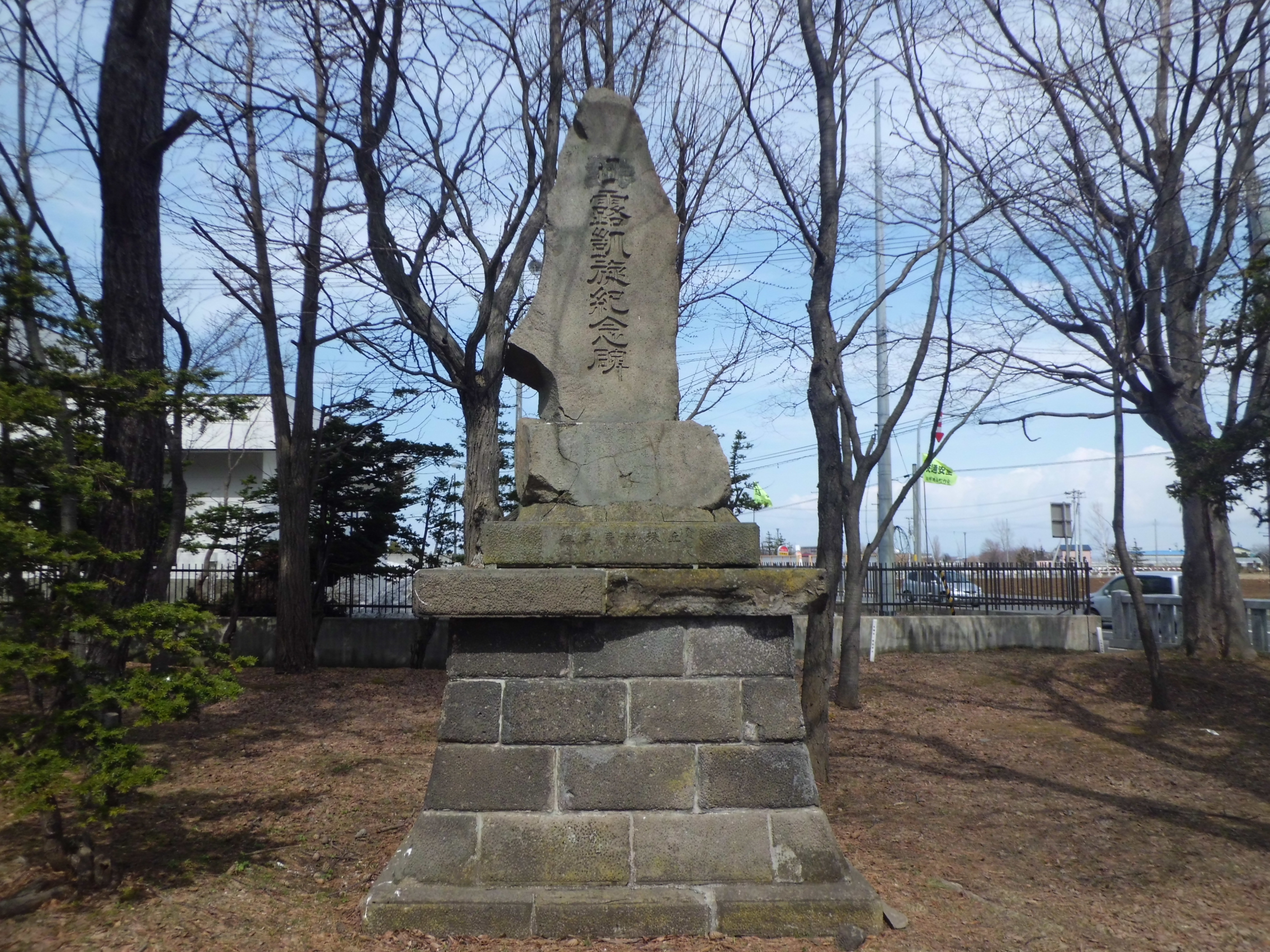
征露凱旋記念碑
- 丘珠獅子舞 2015年